# Bright Mensah
Bright Lester Mensah (Hackensack (Nueva Jersey), 10 de noviembre de 1992) es un jugador de baloncesto estadounidense con pasaporte ghanés que mide 1,92 metros y actualmente juega de escolta en las filas del Club Melilla Baloncesto de la LEB Oro española.

## Trayectoria
Es un escolta que puede jugar en la posición de base formado en la Hackensack High School de su ciudad natal hasta 2012, cuando ingresó en la Universidad de William Paterson, donde jugaría durante 4 temporadas la NCAA III (New Jersey Athletic Conference) con los William Paterson Pioneers, desde 2012 a 2016. 
En la temporada 2018-19, firmó en el KIT SC Karlsruhe de la ProB, la tercera división alemana, en el que jugó durante dos temporadas, promediando la primera 23 puntos por partido y en la siguiente una media de 18 puntos. 
En la temporada 2021-22, saltó a la primera división portuguesa de la mano del Maia Basket Clube de la LPB, promediando casi 13 puntos, 5 rebotes y 4 asistencias por partido.
El 15 de agosto de 2022, firma por La Antigua CB Tormes de Liga LEB Plata.
El 11 de enero de 2023, firma con el Club Melilla Baloncesto, equipo de LEB Oro española, para disputar el resto de la temporada 2022-23.